# Ietsuna Tokugawa
Ietsuna Tokugawa (jap. 徳川 家綱 Tokugawa Ietsuna; ur. 7 września 1641, zm. 4 czerwca 1680) – czwarty siogun z rodu Tokugawa w Japonii. Rządził od 1651 do 1680. Był najstarszym synem Iemitsu Tokugawy, wnukiem Hidetady Tokugawy oraz prawnukiem Ieyasu Tokugawy.

## Dzieciństwo (1641–1651)
Ietsuna Tokugawa urodził się w 1641 r. jako Takechiyo Tokugawa, najstarszy syn Iemitsu Tokugawy i jego konkubiny. W tym czasie jego ojciec sprawował urząd shōguna i wprowadził wiele antychrześcijańskich zarządzeń po krwawym stłumieniu powstania na półwyspie Shimabara (1637–1638). Mimo stłumienia rebelii, dalej istniały poważne zagrożenia dla stabilności rządów Tokugawów. W tym mało przyjaznym środowisku dorastał Ietsuna jako dziecko słabe i wątłe, a problemy ze zdrowiem miał także w późniejszych latach. Nic więcej nie wiadomo o jego młodości.

## Siogunat (1651–1663)
Iemitsu Tokugawa zmarł na początku 1651 r., w wieku czterdziestu siedmiu lat. Po jego śmierci ród Tokugawa stanął przed poważnym problemem sukcesji, ponieważ Ietsuna miał tylko dziesięć lat. Pomimo tego został formalnie siogunem (1651), ale rzeczywistą władzę sprawowało kolejno pięciu regentów: Tadakatsu Sakai, Tadakiyo Sakai, Masanori Inaba, Nobutsuna Matsudaira oraz jeszcze jeden regent. Ponadto, Iemitsu Tokugawa wybrał jako doradcę Masayukiego Hoshinę, swojego przyrodniego brata.
Pierwszym problemem sioguna Ietsuny i jego regentów była kwestia rōninów (bezpańscy samuraje). W okresie rządów Iemitsu dwaj samuraje (Shōsetsu Yui i Chūya Marubashi) zaplanowali powstanie, w czasie którego miasto Edo miało zostać spalone, zamek Edo zdobyty, a siogun i inni członkowie rodu Tokugawa oraz wyżsi urzędnicy siogunatu straceni. Podobny scenariusz wydarzeń miał zostać zrealizowany w Kioto i Osace. Shōsetsu Yui sam był niskiego urodzenia (był synem farbiarza), a w Hideyoshim Toyotomim widział swojego idola.
Po śmierci Iemitsu plan rebelii został odkryty i regenci Ietsuny krwawo stłumili bunt, znany jako powstanie Keian z 1651 roku. Chūya Marubashi  został brutalnie stracony (ukrzyżowany) wraz z rodziną, podobnie stało się z rodziną Shōsetsu Yui. Sam Shōsetsu wolał popełnić seppuku, niż dać się pojmać.
W 1652 r. około 800 rōninów doprowadziło do niewielkich rozruchów na wyspie Sado, które również zostały brutalnie stłumione. W późniejszym okresie rządy Ietsuny nie były zakłócane przez rōninów, a bakufu przybrało bardziej stabilny charakter.
W 1657 r. w Edo wybuchł wielki pożar, który zniszczył doszczętnie miasto. Potrzebowano dwóch lat na jego odbudowę, nadzorowaną przez urzędników siogunatu. W 1659 r. siogun Ietsuna przewodniczył ceremonii otwarcia.

## Droga do pełni władzy (1663–1671)
W 1663 r. oficjalnie zakończył się okres regencji, jednak rzeczywista władza nadal pozostawała w rękach regentów, co po raz pierwszy miało miejsce w systemie bakufu. Szefem doradców Ietsuny był teraz jego stryj, Masayuki Hoshina, (bardzo przez niego szanowany syn Hidetady Tokugawy). Dawni regenci stali się doradcami sioguna i w niektórych przypadkach działali za niego. Czasem Ietsuna działał na własną rękę, jak wtedy, gdy np. zniósł zwyczaj nakazujący samurajowi popełnienie rytualnego samobójstwa (seppuku) w razie śmierci swego pana.
Innym przykładem jest zaangażowanie się Ietsuny w 1671 r. w spór spadkowy klanu Date z Sendai. Dzięki tej interwencji uniknięto kolejnej wojny. 
W 1671 r., kiedy wielu regentów już nie żyło lub odeszło w stan spoczynku, Ietsuna rozpoczął samodzielne rządy.

## Ostatni okres rządów
Po zakończonej sukcesem sprawie spadkowej rodu Date, pozostała część rządów Ietsuny upłynęła spokojnie, z wyjątkiem nielicznych wystąpień niektórych daimyō. 
W 1679 r. siogun Ietsuna zachorował. Rozpoczęto rozważać kwestię następstwa po nim, w czym aktywną rolę odgrywał Tadakiyo Sakai. Zasugerował, że syn cesarza Go-Sai mógłby zostać kolejnym siogunem, co byłoby odwołaniem do precedensu późnego siogunatu Kamakura, gdy siogunami w rzeczywistości byli potomkowie cesarskiego rodu (Minamoto). Tadakiyo prawdopodobnie widział siebie w roli odpowiednika potężnych regentów (shikken) Hōjō.  Jednakże, wielu przedstawicieli rodu Tokugawa preferowało syna sioguna Iemitsu, a młodszego brata Ietsuny, Tsunayoshiego, jako nowego sioguna. 

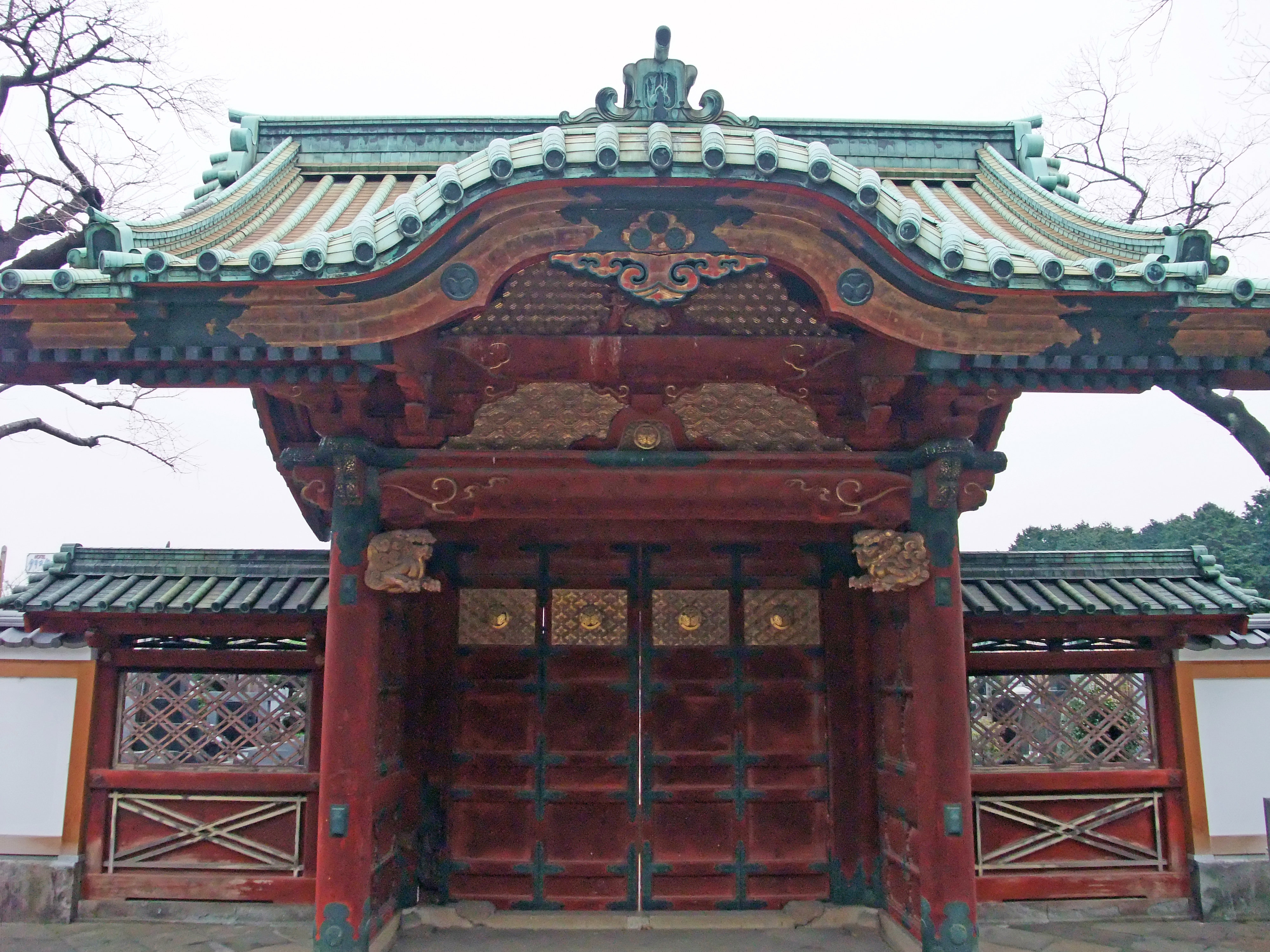
Wejście do mauzoleum Genyūina (imię pośmiertne Ietsuny Tokugawy) w świątyni Kan’ei-ji w Tokio

4 czerwca 1680 r. zmarł siogun Ietsuna, a urząd po nim objął jego brat Tsunayoshi. Ietsuna otrzymał pośmiertne imię Genyūin.
Chociaż Ietsuna okazałby się prawdopodobnie dostatecznie dobrym przywódcą, jego poczynania były kontrolowane przez mianowanych przez ojca regentów, nawet wtedy, gdy był już dostatecznie dojrzały, aby sprawować władzę w państwie. Urząd sioguna sprawował w okresie rządów cesarzy: Go-Kōmyō, Go-Sai i Reigena.

## Ery(nengō) wyróżniane w okresie rządów sioguna Ietsuny Tokugawy[6]
- 1648 慶安 Keian
- 1652 承応 Jōō
- 1655 明暦 Meireki
- 1658 万治 Manji
- 1661 寛文 Kanbun
- 1673 延宝 Enpō